# Emmerich Siegris
Emmerich Siegris (* 26. August 1886 in Wien; † 23. März 1946 ebenda) war ein österreichischer Denkmalpfleger und Heimatforscher.

## Leben
Siegris, ein Sohn eines Krankenkassensekretärs, besuchte eine Oberrealschule. Ab 1906 studierte er Architektur an der Technischen Hochschule in Wien und legte 1911 die Zweite Staatsprüfung ab. Zusätzlich hatte er an der Universität Wien Prüfungen über kirchliche Kunst und Altertumskunde abgelegt. Ab 1908 führte er Arbeiten, wie z. B. zeichnerische Arbeiten, für die Zentralkommission für Erforschung und Erhalt der Kunst- und historischen Denkmale, welche später das Bundesdenkmalamt wurde, und wurde hier 1911 Volontär. Ein Jahr später wurde er wissenschaftlicher Praktikant und 1915 technischer Assessor. 1914 waren noch neun technische Beamte tätig, 1922 bereits nur noch fünf und acht Jahre später nur noch vier. Er war u. a. für architektonische Aufnahmen im Bezirk und Stadt Baden, Gerichtsbezirk Schärding und Engelhartszell eingesetzt. In seiner Funktion bewertete er z. B. 1921 die Sammlung von Ludwig von Höhnel und stellte fest, dass dessen Wohnung „wertvollste[...] Kunstgegenstände“ enthalten würde. 1930 wurde er Patronatskommissär der Propsteipfarrei der Votivkirche Wien.
Es folgte seine Ernennung zum Regierungsrat 1933, Oberstaatskonservator 1936 und wissenschaftlichen Rat 1941. Aufgrund der eingeschränkten Personalressourcen (1933 waren es nur noch zwei technische Beamte in der Zentralkommission) lässt sich für die Zeit von 1934 bis 1938 bzgl. der topographischen Sammlung festhalten, dass hauptsächlich Siegris zeichnender Referent war. Da auch in den Bundesländern eigene Landeskonservatoren fehlten, waren die Beamten der Zentralkommission auch für diese Bundesländer in der Denkmalpflege aktiv. So war er gemeinsam mit Justus Schmidt für Wien zuständig und hatte zusätzlich noch Niederösterreich abzudecken. In der Zentralkommission war er als Dienstältester auch höchstbesoldetster Beamter. Als 1941 angeordnet wurde, dass alle Gebäudeteile aus Kupfer beschlagnahmt werden sollte, erfasste Siegris 1942 für Wien die erhaltenswerten Kupferbauteile.
In seiner Zeit war er Bearbeiter von zahlreichen Restaurierungsprojekten u. a. am Herz-Jesu-Altar in der Pfarrkirche Groß Gerungs in Groß Gerungs, der Anna-Kirche in Pöggstall, der Ruine Rauhenstein und der Pfarrkirche Reinsberg.
1926 war er in den Ausschuss des Vereins für Landeskunde und Heimatschutz von Niederösterreich und Wien gewählt worden.
Er war Mitarbeiter der Zeitschrift für Denkmalpflege und Unsere Heimat.

## Schriften
- Alte Wiener Hauszeichen und Ladenschilder. Mit 86 Abb. auf 60 Tafeln und vollständigem Denkmälerverzeichnis. Burgverlag [F. Zöllner], Wien 1924.